# Оёзеро
Оёзеро — пресноводное озеро на территории Винницкого сельского поселения Подпорожского района Ленинградской области.

## Общие сведения
Площадь озера — 2,7 км², площадь водосборного бассейна — 8,89 км². Располагается на высоте 159,3 метров над уровнем моря.
Форма озера лопастная, продолговатая: оно более чем на три километра вытянуто с северо-запада на юго-восток. Берега каменисто-песчаные, местами заболоченные.
Из залива на северо-западной стороне Оёзера вытекает безымянный водоток, впадающий в Каргинское озеро, из которого вытекает протока, впадающая в Кодозеро. Из Кодозера вытекает ручей без названия, в свою очередь, впадающий в Кекозеро, из которого берёт начало река Пётка, впадающая в Чикозеро, из которого берёт начало река Паданка, впадающая в реку Шокшу. Шокша, в свою очередь, впадает в реку Оять, левый приток Свири.
Ближе к юго-западному берегу озера расположен один относительно крупный (по масштабам водоёма) остров без названия.
Населённые пункты и автодороги вблизи водоёма отсутствуют.
Код объекта в государственном водном реестре — 01040100811102000015760.